# Las Pedroñeras
Las Pedroñeras ist eine Stadt mit 6.518 Einwohnern (Stand: 2024) in der Provinz Cuenca in der Autonomen Region Kastilien-La Mancha.

## Geographie
Die Stadt befindet sich an Kilometer 160 der Straße N-301, ungefähr 105 Kilometer von der Provinzhauptstadt Cuenca entfernt, ganz in der Nähe der Grenzen zu den Provinzen  Ciudad Real, Toledo und Albacete. Weitere Zufahrtsstraßen sind die Mautstraße AP-36 Ocaña-La Roda und die Regionalstraße CM-3110 Castillo de Garcimuñoz-Las Mesas. Die Gemeinde liegt 704 Meter über dem Meeresspiegel.
Aufgrund ihrer Lage in der Region La Mancha Baja Conquense besteht die Landschaft größtenteils aus Ebenen, die dem Anbau und der Landwirtschaft gewidmet sind, zusammen mit einigen Gebieten mit Buschland und Pinienwald.

## Bevölkerungsentwicklung
| 1842 | 1900 | 1950 | 1981 | 1991 | 2001 | 2011 |
| ---- | ---- | ---- | ---- | ---- | ---- | ---- |
| 2935 | 3548 | 5793 | 6359 | 6545 | 6739 | 7061 |

## Wirtschaft
Die Hauptaktivität ist der Knoblauchanbau und die Weinherstellung. In Spanien wird Pedroñeras, aufgrund der hohen Qualität seines Knoblauchs, die „Knoblauch-Hauptstadt“ genannt.